# El show del Oso Yogui

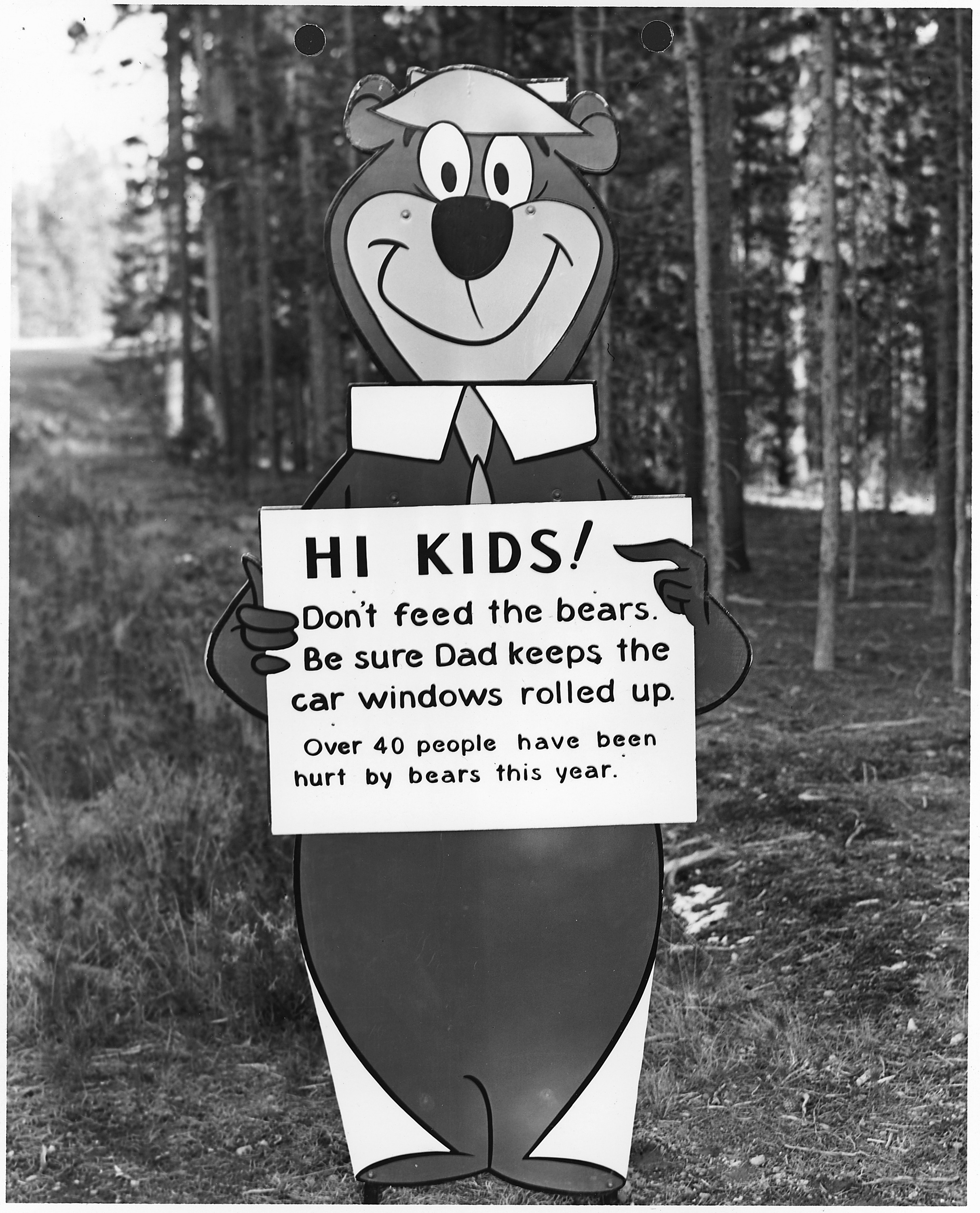
1961 Estados Unidos, Señales de advertencia de osos usanado al Oso Yogi, Servicio de Parques Nacionales (Departamento del Interior de Estados Unidos)

El show del Oso Yogui es una serie animada de televisión infantil estadounidense que comenzó a emitirse por la cadena de televisión ABC a partir de 30 de enero de 1961. Estaba patrocinada como su antecesor por la marca de cereales para el desayuno Kellogg's. El programa estaba presentado por su estrella principal: el Oso Yogui; y bajo su batuta, se agrupaban tres series de animación: la suya propia, las aventuras del patito Yakky Doodle, y la serie del León Melquíades. Cada una de las series duraba alrededor de siete minutos, concediendo al programa una duración de media hora.

## Capítulos de las tres series correlacionados
Aquí damos la relación de los episodios y su vinculación entre las series mencionadas.
| Episodio | El show del Oso Yogui             | El León Melquíades                    | Yakky Doddle                   |
|          | 1ª Temporada                      | 1961                                  |                                |
| -------- | --------------------------------- | ------------------------------------- | ------------------------------ |
| 1        | Gruñidos y botes*                 | La operación del Mayor Menor          | Pato desafortunado             |
| 2        | Oso tonto Cazado                  | Disputa para recapacitar              | Arriba Pato y oye              |
| 3        | Jubileo                           | Vivo y León                           | EL Vuelo del Perro             |
| 4        | Un asunto oso                     | León miedoso                          | El Pato Sureño                 |
| 5        | Espías                            | Real ordinariez                       | La Zorra pato                  |
| 6        | Hacer o Dietar                    | El león rugidor                       | Yakky en el Ferrocarril        |
| 7        | Osos y Abejas                     | Zarpas para aplaudir                  | La Caza del Pato               |
| 8        | El Mayor Espectáculo de la Tierra | Caballeros y atolladeros              | El Silbato de alarma           |
| 9        | El Genio Genial                   | Todos los Gansters aquí               | El Pato músico                 |
| 10       | BuBu cachorro Scout               | Pequeño gran problema                 | Escuela Chiflada               |
| 11       | Hogar dulce Jellystone            | Malhechor bizarro                     | Oh! Pato                       |
| 12,      | Oso loco de amor                  | Flecha equivocada                     | Una vida de Patos              |
| 13       | Disfraz Osuno*                    | Doble pena                            | Feliz Cumple atónito           |
| 14       | Cumpleaños imprevisto             | Disimula y vacila                     | Caballo enjarretado            |
| 15       | Un oso viviendo                   | Recuerda tus leones                   | Atchiiiiis para ti             |
| 16       | Disfraces y galas                 | Recuerda la confusión                 | Raposo en reposo               |
|          | 2ªTemporada                       | 1961                                  |                                |
| 17       | El Toque Midas                    | Entrenamiento Express                 | La cuenta del Alquiler         |
| 18       | Yogui acróbata                    | Jungla Parlanchina                    | Jaqueca mermada,               |
| 19       | Ring-a-Ding Picnic Basket         | Rastreadores de leones                | El resto de Fantasmas          |
| 20       | Jonas mano de hierro              | Lucha feroz                           | Sellos escampados              |
| 21       | La Peste invitada de Yogui        | Los Leones comparten placa            | Está bien lo que bien se come, |
| 22       | Yogui Misil                       | León atrapado                         | Los Amigos de Foxy,            |
| 23       | Loca locomotora                   | Cargar como León                      | La Mezcla Loca                 |
| 24       | Oso Misil                         | Se mi fantasma                        | Playa Tumultuosa               |
| 25       | Bronceado                         | Los Éxitos primaverales de Melquiades | Pato Estacional                |
| 26       | Yogui en la Ciudad                | El León Águila juez                   | Buen sabor                     |
| 27       | Reina Abeja por un día            | ¿No conoces a este Poeta?             | El Pato sin hogar              |
| 28       | Oso murciélago                    | El Meneo de la cola de Melquiades     | Perro apaleado                 |
| 29       | El Descenso de Yogui              | Alquila y Rabia                       | Pato Encantado                 |
| 30       | Oso Astroso                       | Miedo Piesligeros                     | Carrera completa               |
| 31       | La incursión de la Hielera        | Uno, Dos, Algunos                     | Maloso Buddies                 |
| 32       | Soldados pie de oso               | El Rey Roedor                         | Ex- Experto En Judo,           |
| 33       | El Cumpleaños de Yogui            | 1ª parte                              | 1962                           |
| 34       | El Cumpleaños de Yogui            | 2ª parte                              | 1962                           |
| 35       | El Cumpleaños de Yogui            | 3ª parte                              | 1962                           |

## Sinopsis de los capítulos del Show del Oso Yogui
1. Gruñidos y saltitos (Oinks And Boinks): Yogi y Bubú ayudarán a tres pequeños cerdos que huyen del Lobo Feroz.[3]
2. Oso tonto cazado (Booby Trapped Bear): Yogi deberá buscar entre cientos de cestas trampa que han sido colocadas en el parque, para que desista de robar las cestas de verdad.
3. Jubileo (Gleesome Threesome): El Ranger Smith planea su viaje de vacaciones a Miami con los osos "Carolina" y "Carlos".
4. Un asunto de Osos (A pair of Bear): Yogi y Bubú son enviados a París como embajadores del Parque Jellystone.
5. Chico Espía (Spy guy): Yogi cree que está perdiendo la razón cuando comienza a sentir una voz que le dice que es su conciencia en cualquier lugar del parque. La realidad es que el Guardia Smith está detrás de esta travesura.
6. Hacer o Dietar (Do or Diet): Comienza la nueva temporada de Picnics en el Parque de Jellystone. Yogi se prepara para sus fechorías, mientras que el Guardia Smith tratará de impedirlo.
7. Osos y Abejas (Bears and Bees): Yogi intentará engañar a una colmena de abejas disfrazando a Bubú de abeja Reina.
8. El mayor espectáculo de la Tierra (The Biggest Show off on Earth): Yogi y Bubú se encontrarán con un oso del circo que les meterá en un sinfín de problemas a tenor de sus mentiras.
9. Genio Genial (Genial Genie): Yogi se encuentra con una lámpara mágica y espera hacer realidad todos sus sueños.
10. El cachorro Scout Bubú (Cub Scout Boo Boo): Yogi decide alistar a Bubú en los cachorros Scout y así hacerse con un provechoso botín.
11. Hogar Dulce, Jellystone (Home-Sweet Jellystone):
12. Oso loco de Amor (Love-Bugged Bear): Bubú le pregunta a Yogi sobre el tema de las abejas y de los pájaros. Yogi le responde que no es un tema relevante. Cuando, de súbito, Yogi es herido por la flecha del amor.
13. Disfraz Osuno[4] (Bear Disguise):
14. Cumpleaños imprevisto (Slap Happy Birhtday): Yogi quiere prepararle una fiesta de cumpleaños al Guarda Smith y para ello acude a los turistas para que le den lo necesario. El Guarda Smith, sin embargo piensa que Yogi tan solo sigue siendo un pedigüeño en busca de comida y le prepara una nueva trampa.
15. Un Oso viviendo (A bear Livin')
16. Disfraces y Galas (Disguise and Gals)

 2ª Temporada 
1. El Toque Midas[5] (Touch and Go-Go-Go): Bubú lee un cuento de Hadas y no se lo cree. De improvisto aparecerá su Hada madrina.
2. Yogi acróbata (Acrobatty Yogi): El circo pasa y Yogi ve a su antiguo amor; Cindy; en uno de los trailers. #Yogi sigue los camiones y se sube en el de Cindy. Cuando habla con ella nota que no le impresiona demasiado, por lo que Yogi decide hacerse domador de leones.
3. La Cesta ring-a-ding (Ring a Ding Picnic Basket ): Mister Jonas le presenta al Guardia Smith su último invento; la cesta ring-a-ding. Esta suena con un timbre cuando es levantada. El Guardia Smith intentará cazar con ella a Yogi con las manos en la masa.
4. Jonas Mano de Hierro (Iron Hand Jones): El Guarda Forestal Jonas Mano de Hierro sustituirá al Guardia Smith durante las vacaciones.
5. La Peste invitada de Yogui (Yogi's pest Guest): Yogi se las habrá de ver con un karateca.
6. Yogi Misil [6] (Missile-Bound Yogi):
7. Loca Locomotora (Loco Locomotive): En la apertura estival del parque se estrena una nueva atracción: un tren para los niños a cargo de "Casey el Conductor". Mientras "Casey" está almorzando, Yogi aprovecha para montarse en el tren y ponerlo en marcha. De nuevo, fuera de control, Yogi y los concurrentes rezarán por que el chisme se pare de una vez.
8. Oso Misil (Missile-Bound bear) :[7] Los Estados Unidos están realizando unas maniobras secretas en Jellystone. Planean poner en órbita a un ser humano lanzado en un cohete. Yogi al ver el misil, pensando que es un monumento entra, pero estando dentro Yogi tropieza, se cae y se desmaya. Bubú y el Guardia Smith extrañados de la falta de #Yogi, comienzan a buscarlo. Y al fin lo encuentran dentro del cohete justo en el momento en el que este se cierra y los tres son lanzados al espacio.
9. Un buen bronceado (A Wooin Buin): Yogi esta celoso del oso "Bruno" que intenta cortejar a Cindy. Cindy les pide a ambos que le hagan un buen regalo y se irá con el que le traiga el mejor presente.
10. Yogi en la Ciudad (Yogi in the City): El invierno llega a Jellystone y Yogi y Bubú se disponen a invernar. Sin embargo el ruido de agua goteando en la cueva, no le deja dormir a Yogi que decide irse a uno de los "Bungalows" de los turistas. El Guarda Smith lo encuentra y lo saca de allí. Yogi, no queriendo volver a su gruta con el tedioso ruido, se mete en una tienda de campaña. Cuando despierta Yogi se encuentra que está en Central City.
11. Reina abeja por un día[8] (Queen Bee fo a Day): Yogi queriendo saquear un panal de miel defendido por ariscas abejas, disfraza a Bubú de abeja reina para que las distraiga mientras el roba la miel.
12. El Oso Murciélago (Batty Bear): Yogi busca un camión con televisión para poder ver su serie favorita; "El Chico Murciélago"; cuando oye un anuncio que le promete convertirle en un auténtico traje de murciélago volador si envía 10000 tapas de caja (¿?). Yogi las reúne y las manda. Una vez consigue su traje comienza a probarlo para poder robar las cestas de pícnic al vuelo.
13. Yogi abatido (Droo-a-Long[9] Yogi): Yogi se despierta para ver cómo un grupo de vaqueros se disparan en las afueras de su cueva. Todo porque el Guarda Smith ha permitido el rodaje de una película del oeste en Jellystone. Tanto Yogi como el Guarda Smith acaban participando en la película, causando la ruina.
14. Oso Astroso[10] (Threadbare bear):[11] (Gleesome Thresome): Al parque de Jellystone llega un coche gubernamental que busca dos osos para el zoológico de Cincinatti. Yogi y Bubú serán la primera opción.
15. Incursión en la Hielera (Icebox raider): El Guarda Smith intentará colocar una trampa en su frigorífico, para cazar al ladrón que le roba la comida.
16. Soldados Pie de oso (Bearfoot soldiers): El ejército norteamericano está realizando prácticas de guerra en el Parque de Jellystone. Para infiltrarse en las líneas enemigas, el Teniente de una de las facciones hace que sus hombres se disfracen de oso. El Teniente confunde a Yogi y a Bubú con su hombres causando un gran lio.
17. El cumpleaños de Yogui (primera Parte) Birthday Show (Part 1)
18. El cumpleaños de Yogui (segunda Parte) Birthday Show (Part 2)
19. El cumpleaños de Yogui (tercera Parte) Birthday Show (Part 3)
20. (Muscle bound Yogui)[12]
21. La Caperucita Roja BuBú (Little Red Riding Boo Boo): Bubú sustituirá a la Caperucita Roja para enfrentarse con el Lobo Feroz.[13]

## Doblaje

### Estados Unidos
- Daws Butler ... Melquiades / Yogui
- Don Messick ... Bubu / Guarda Smith
- Jimmy Weldon ... Yakky Doodle
- Vance Colvig ... Chopper
- Julie Bennett ... Cindy Bear
- Jean Vander Pyl ... Mama Kangaroo
- Doug Young ... Chopper

### Doblaje Mexicano
- Eduardo Arozamena ... Yogui
- Eugenia Avendaño ... Bubu/Voces adicionales
- Juan José Hurtado ... Guardabosques Smith/Voces adicionales
- Alejandro Ciangherotti ... Melquiades/Voces adicionales
- Luis Manuel Pelayo ... Melquiades (un cap.)
- Guadalupe Romero ... Hada madrina/Cindy/Voces adicionales
- José Manuel Rosano ... Chopper/Narración/voces adicionales
- Francisco Colmenero ... Narración (un cap.)/Voces adicionales
- Alberto Gavira ... Mayor Menor

NOTA: El episodio La fiesta de cumpleaños de Yogui por alguna razón fue redoblado y actualmente tanto en TV como en DVD aparecerá con este doblaje que es el siguiente:
- Gabriel Cobayassi: Yogui/Tiro Loco
- Alma Nuri: Bubu/Canito
- Tito Reséndiz (Q. E. P. D.): Super Fisgón/Canuto
- Ricardo Hill: Melquiades (Perkins)
- Mónica Villaseñor: Cindy
- Ricardo Brust: Guardia Smith
- Carlos Segundo: Guarda Smith (una escena)
- Maynardo Zavala (Q. E. P. D.):Narrador